# Manastambha
Un manastambha (in sanscrito "colonna d'onore") è un pilastro che viene spesso costruito di fronte a templi giainisti o alle grandi statue giainiste. Nel nord dell'India, sono sormontate da quattro immagini di Tirthankara.
Secondo i testi giainisti del Digambara come Adi Purana e Tiloyapannati, un enorme manastambha si trova di fronte al samavasarana (sala della predicazione divina) dei tirthankara, che fa sì che qualcuno entri in un samavasarana per liberarsi del proprio orgoglio.
Un manastambha monolitico è una caratteristica tipica nei templi giainisti di Moodabidri. Includono una statua di Brahmadeva in cima come guardiano yaksha.

## Esempi
Alcuni dei ben noti manastambha giainisti sono:
- Kirti Stambha di Chittorgarh . Il Vijaya Stambha è stato ispirato da questo.
- Manastambha di Devagarh
- Manastambha di Moodabidri[5]
- Manastambha di Shravanabelagola[6]
- Manastambha a Shikharji a Madhuvan

I manastambha nell'India meridionale sono generalmente monolitici.

## Galleria d'immagini

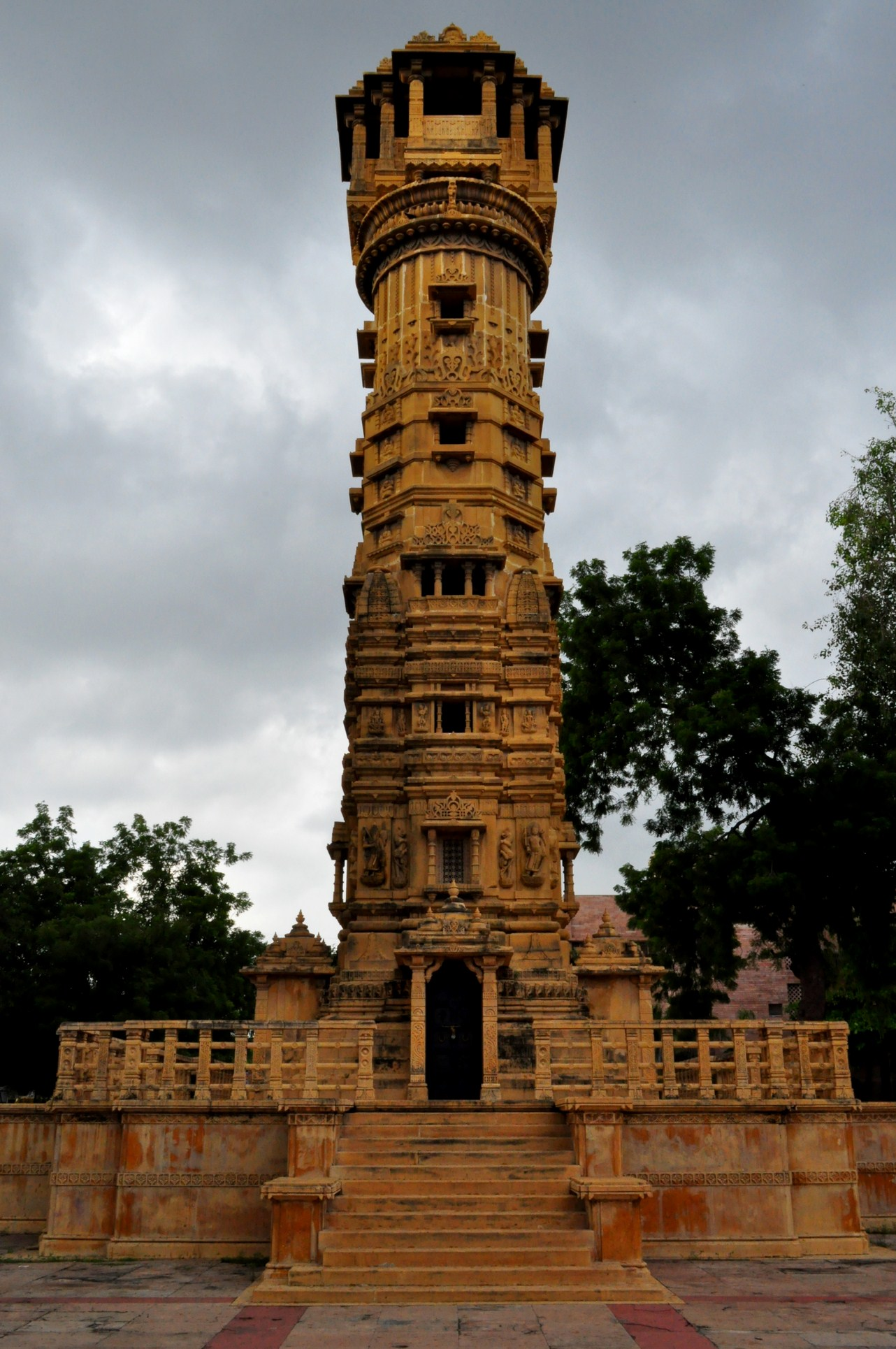
Kirti Stambha del tempio giainista di Hutheesing
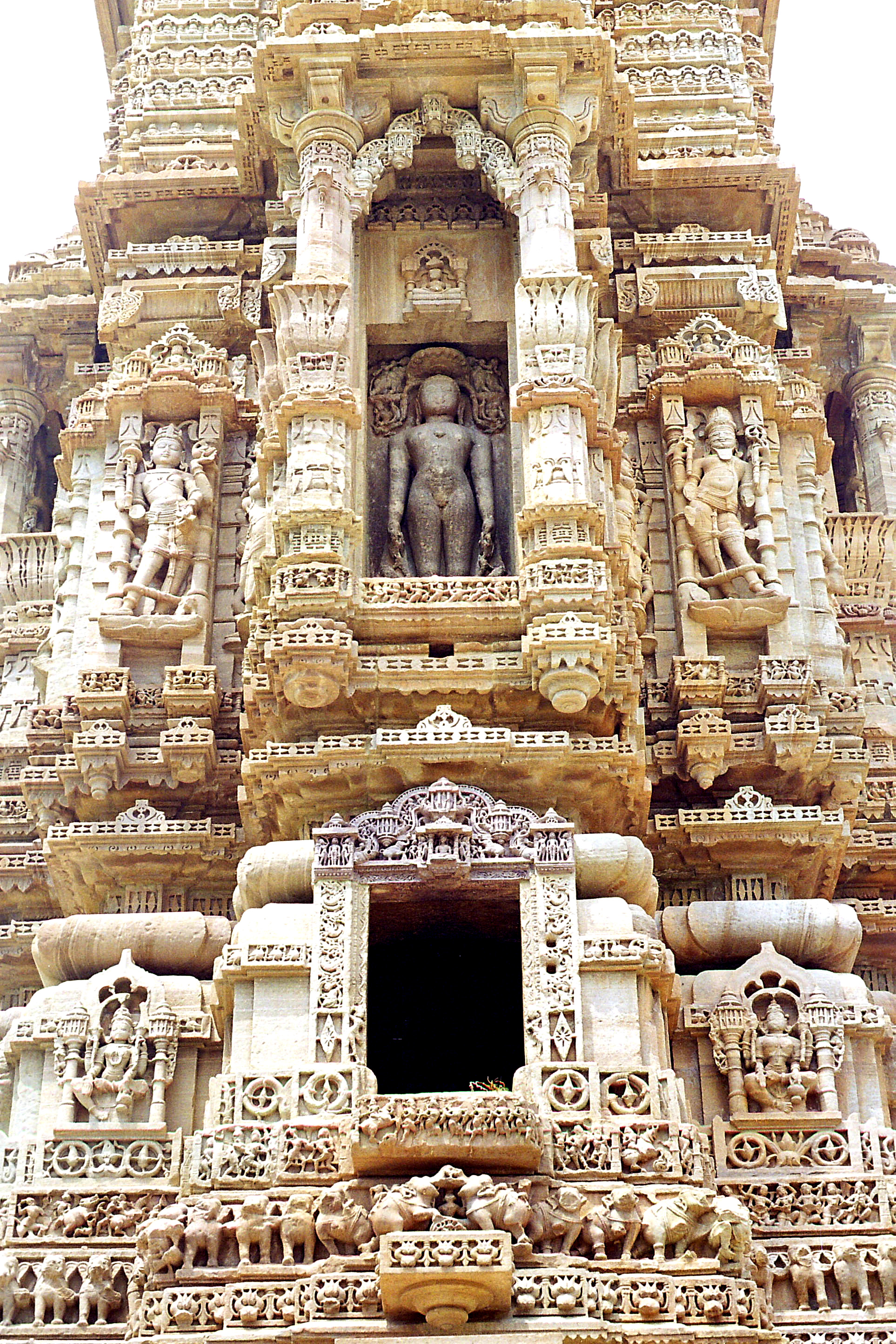
Kirti Stambha al forte di Chittorgarh
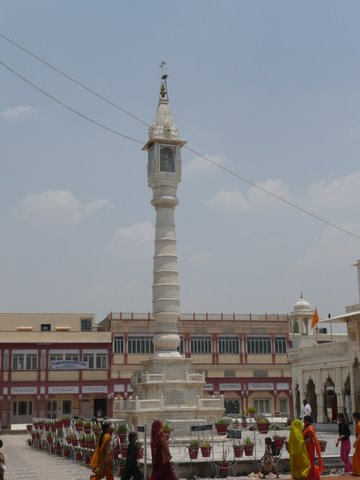
Manastambha al tempio di Shri Mahavirji, Rajasthan, India
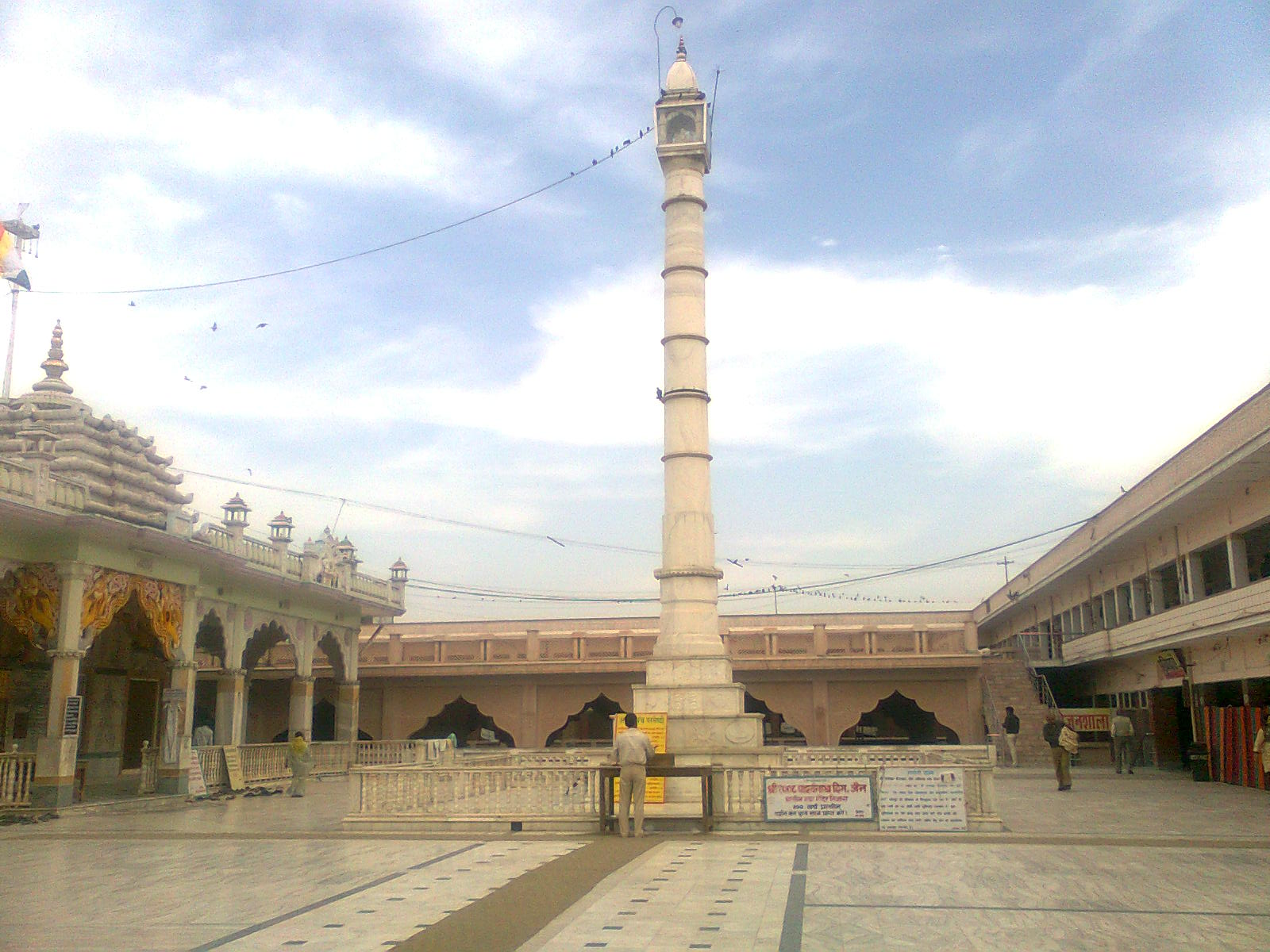
Manastambha al tempio Jain di Tijara, Rajasthan, India
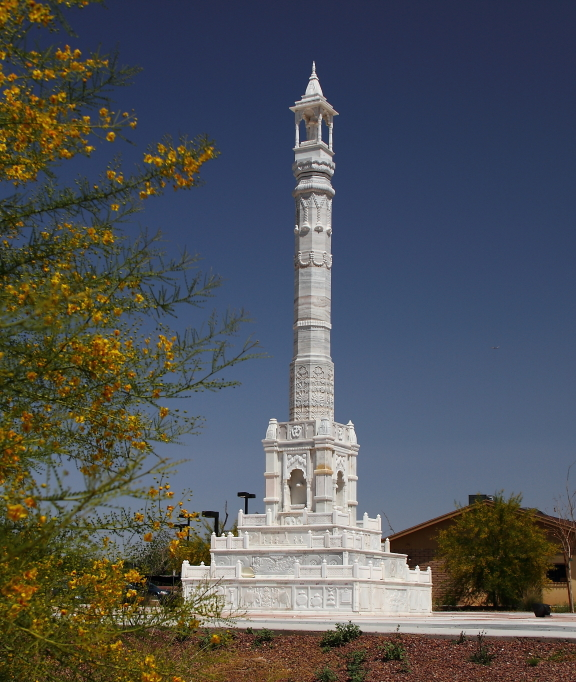
Manastambha al Jain Center of Greater Phoenix (JCGP), Phoenix (Arizona), Stati Uniti
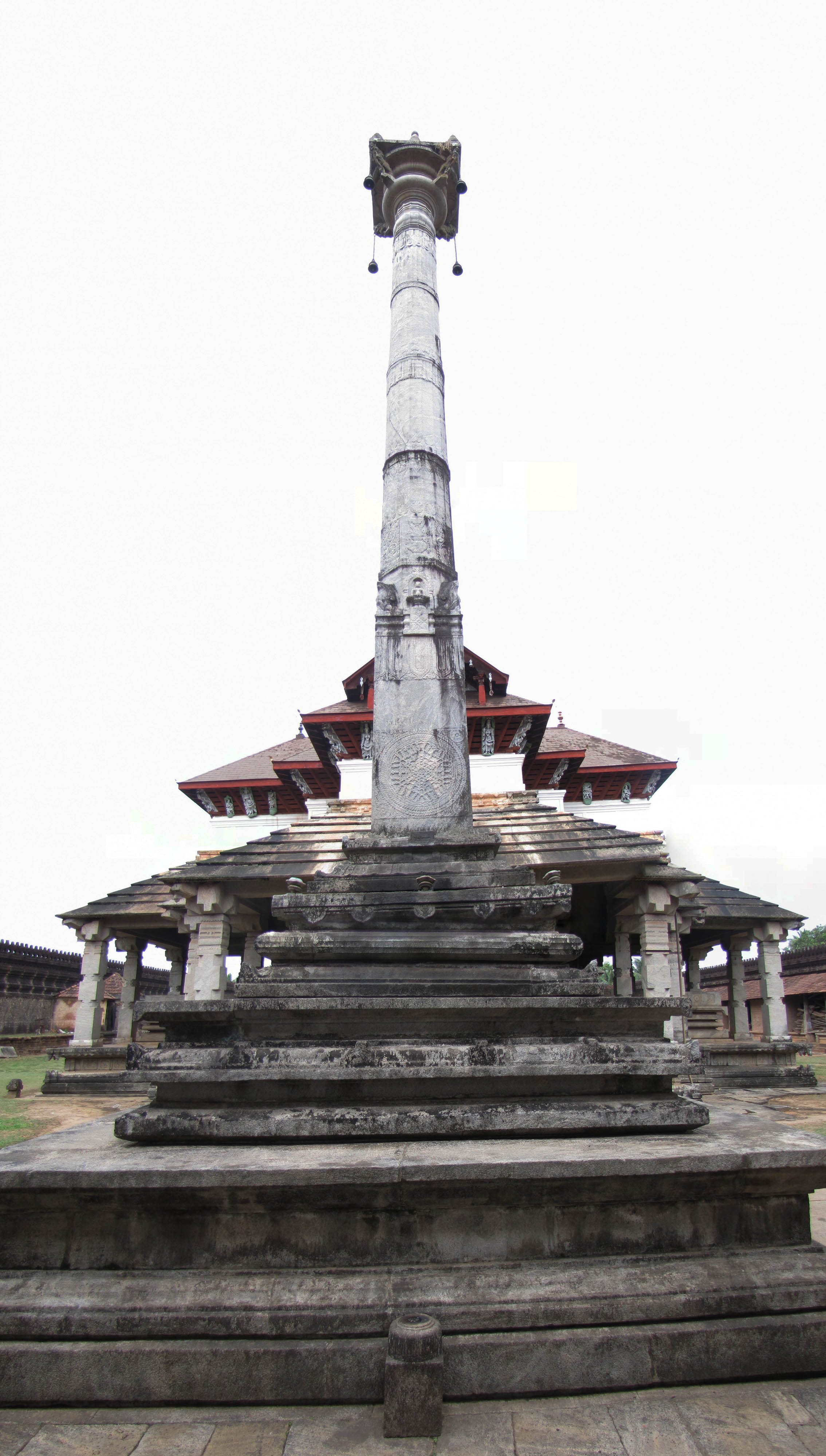
Manastambha a Saavira Kambada Basadi, Moodbidri, Karnataka, India
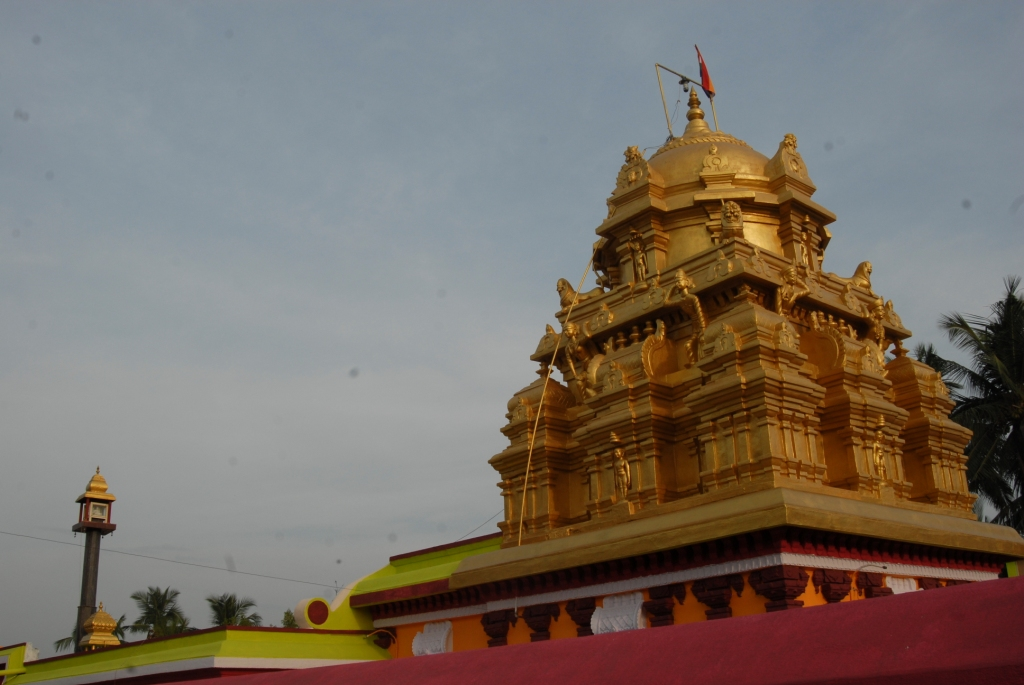
Desur tempio Jain e Manastambha a Desur, Tiruvanamalai, Tamil Nadu, India
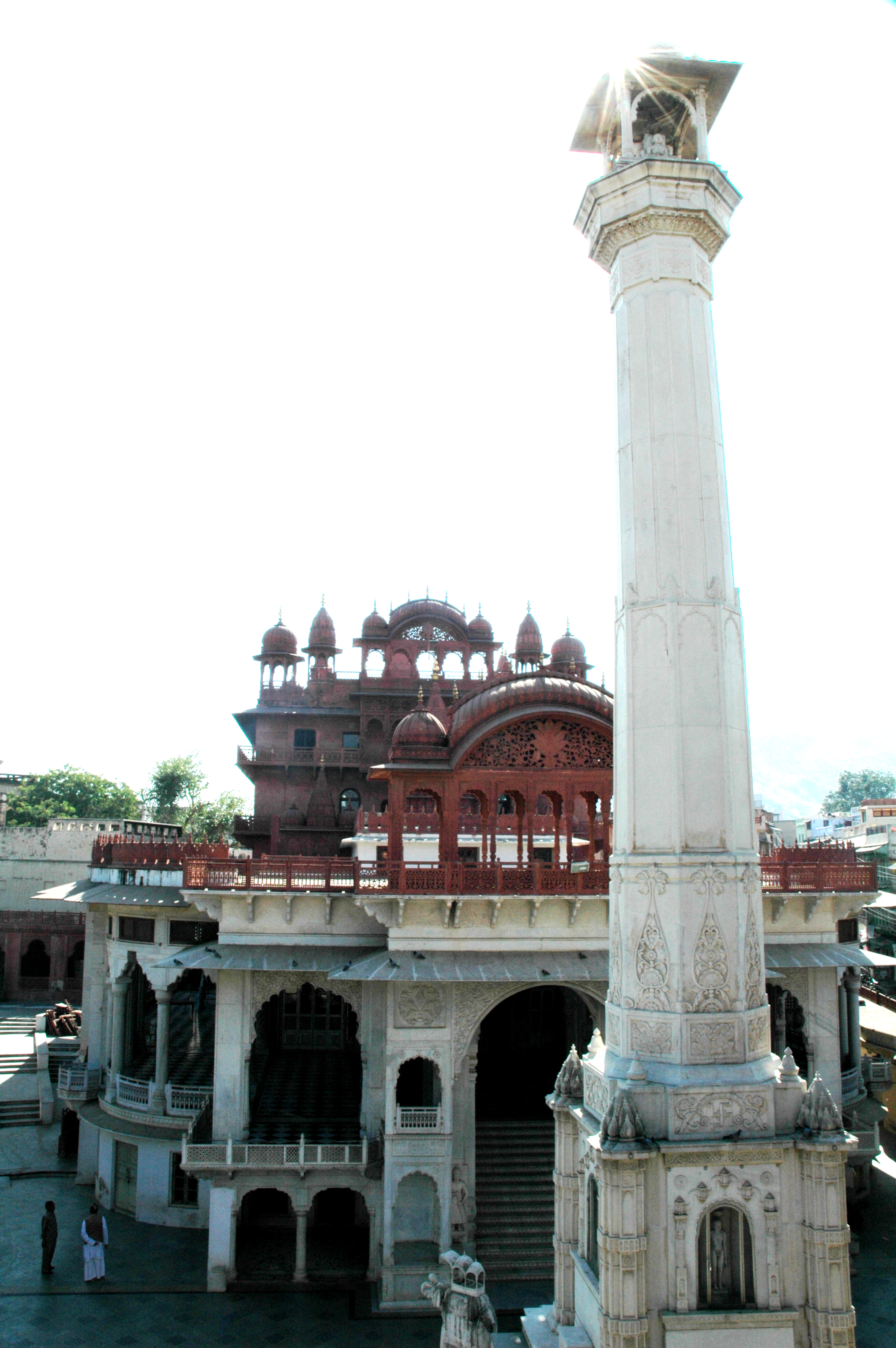
Manasthamba al tempio Jain di Ajmer
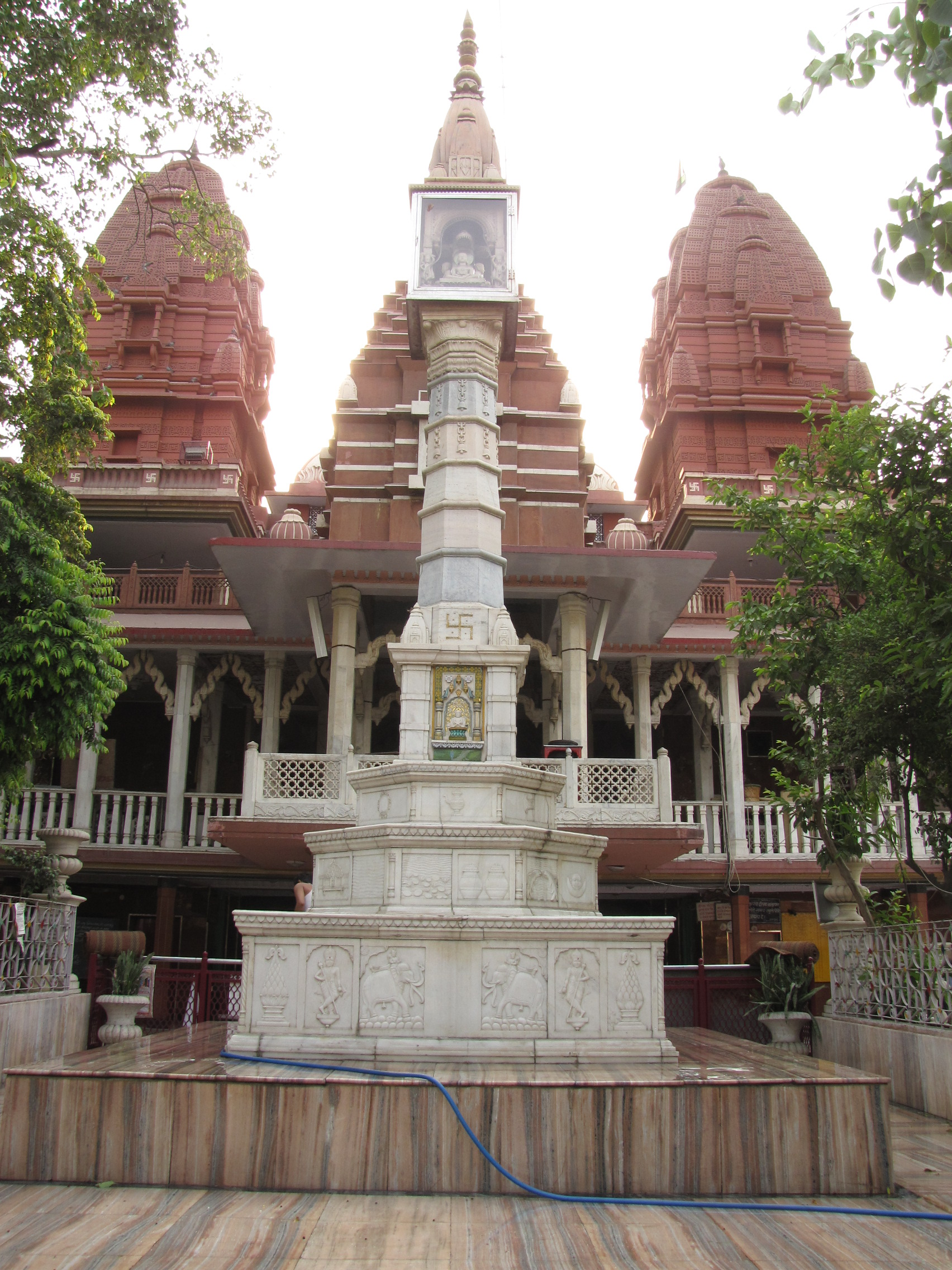
Manastambha a Lal Mandir